# 69 (poziție sexuală)

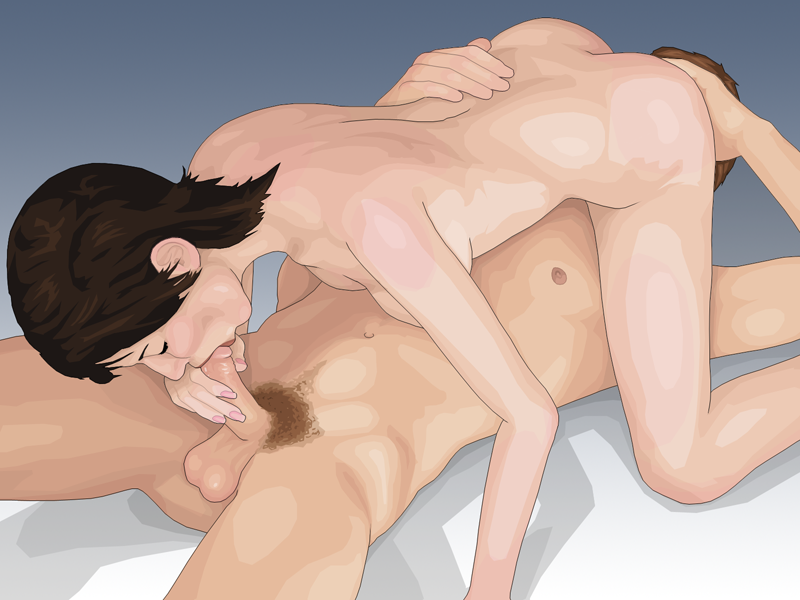
Poziția 69

69 este o formă de activitate sexuală între două persoane și semnifică poziția celor doi parteneri, care se află fiecare cu gura în dreptul organelor genitale ale celuilalt, prestând sex oral în același timp. Poate fi făcută de persoane de sex opus sau de același sex.
Cei doi parteneri pot fi în poziție orizontală, unul peste celălalt, stând pe lateral sau, în cazuri mai rare, un partener în picioare și celălalt cu capul în jos.
În cazul unui act între o femeie și un bărbat, femeia de preferință va sta deasupra, pentru a putea controla adâncimea pătrunderii penisului, o pătrundere prea adâncă putând crea reflexul de vomă.
Poziția are avantajul de a crea excitație sexuală partenerilor în același timp, dar poate împiedica concentrarea în obținerea maximizării propriei plăceri. Poziția poate fi de asemenea dificilă pentru parteneri cu înălțimi diferite.